# Вулиця Щусєва (Київ)
Вулиця Щу́сєва — вулиця у Шевченківському районі міста Києва, місцевість Сирець. Пролягає від вулиці Олени Теліги до залізничного шляхопроводу і вулиці Стеценка, і у вигляді відгалуження – до вулиці Ризької.
Прилучаються вулиці Родини Глалолєвих, Максима Берлинського, Вавилових, Братів Малакових, Олешківська, Тираспольська, провулки Джорджа Орвелла та Щусєва.

## Історія
Вулиця виникла в середині XX століття під назвою  Нова. У 1955 році отримала назву на честь архітектора Олексія Щусєва.
За текстом рішення 1955 року про перейменування — вулиця Щусева.

## Забудова
Вулицю почали забудовувати у другій половині 1940-х років. Серед житлових будинків: 
- двоповерхові «сталінки» 1947—1952 років (буд. № 15, 15а, 17, 19, 21, 23/9, 25, 27/4, 30/6 — за проектами серії 1-201, створеної московською архітектурно-проектною майстернею імені академіка В. Весніна Міннафтопрому СРСР під керівництвом арх. С. Масліха,
- п'ятиповерхові «хрущовки» (буд. № 3, 6, 7),
- дев'ятиповерхові панельні «чешки» серії 1-КГ-480-12У (буд. № 36, 44) та ін.

## Установи та заклади
- Кінотеатр імені Ю. Гагаріна (буд. № 5) — не діє з 1998 року.
- Технічний ліцей Шевченківського району (буд. № 20) створений 1992 року в будівлі, де раніше діяла середня школа № 93.
- Компанія «Національні інформаційні системи» — студія інформаційних програм телеканалу Інтер[3], Телевізійний канал К1 (буд. № 26)

## Галерея

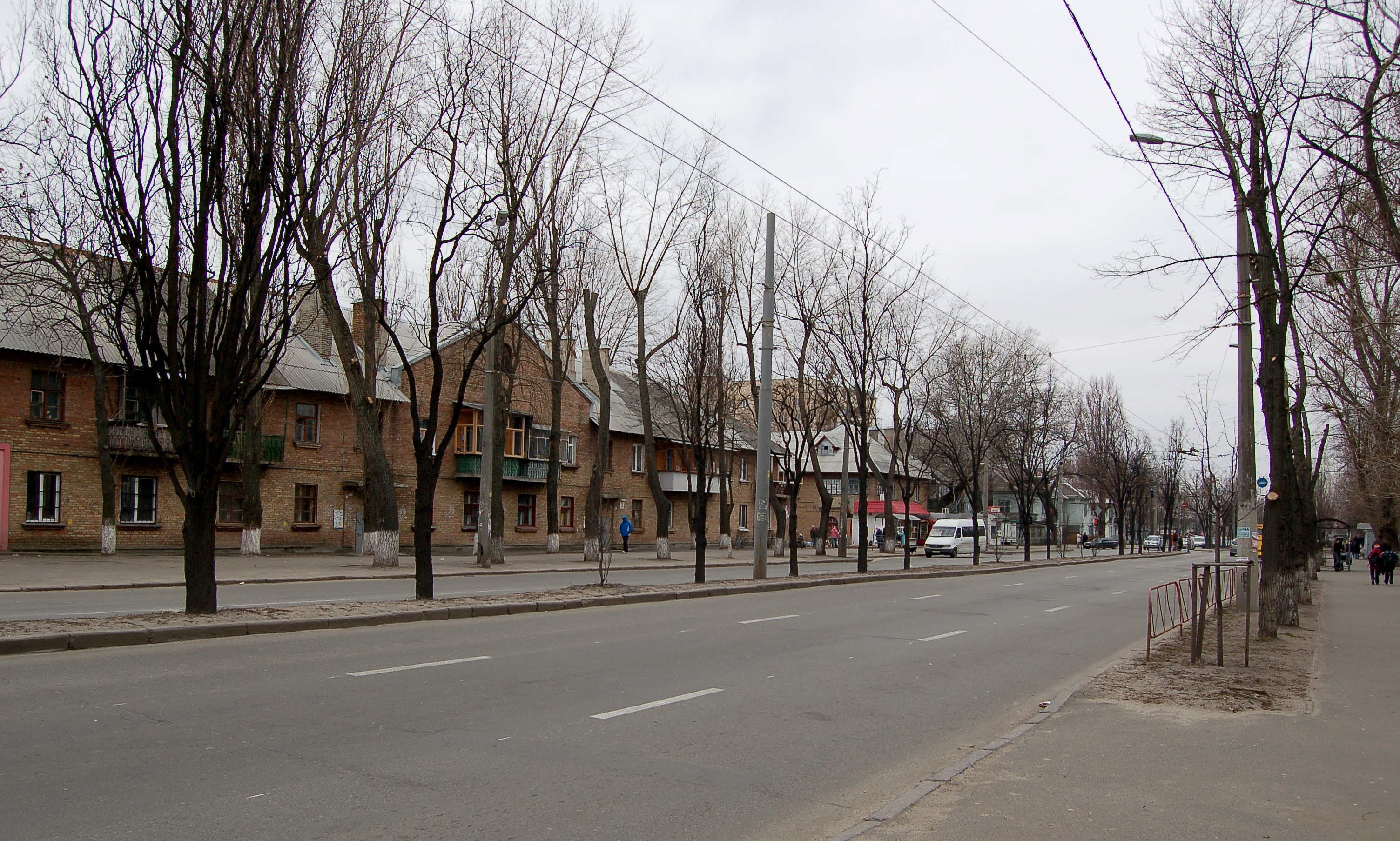
У середній частині вулиці
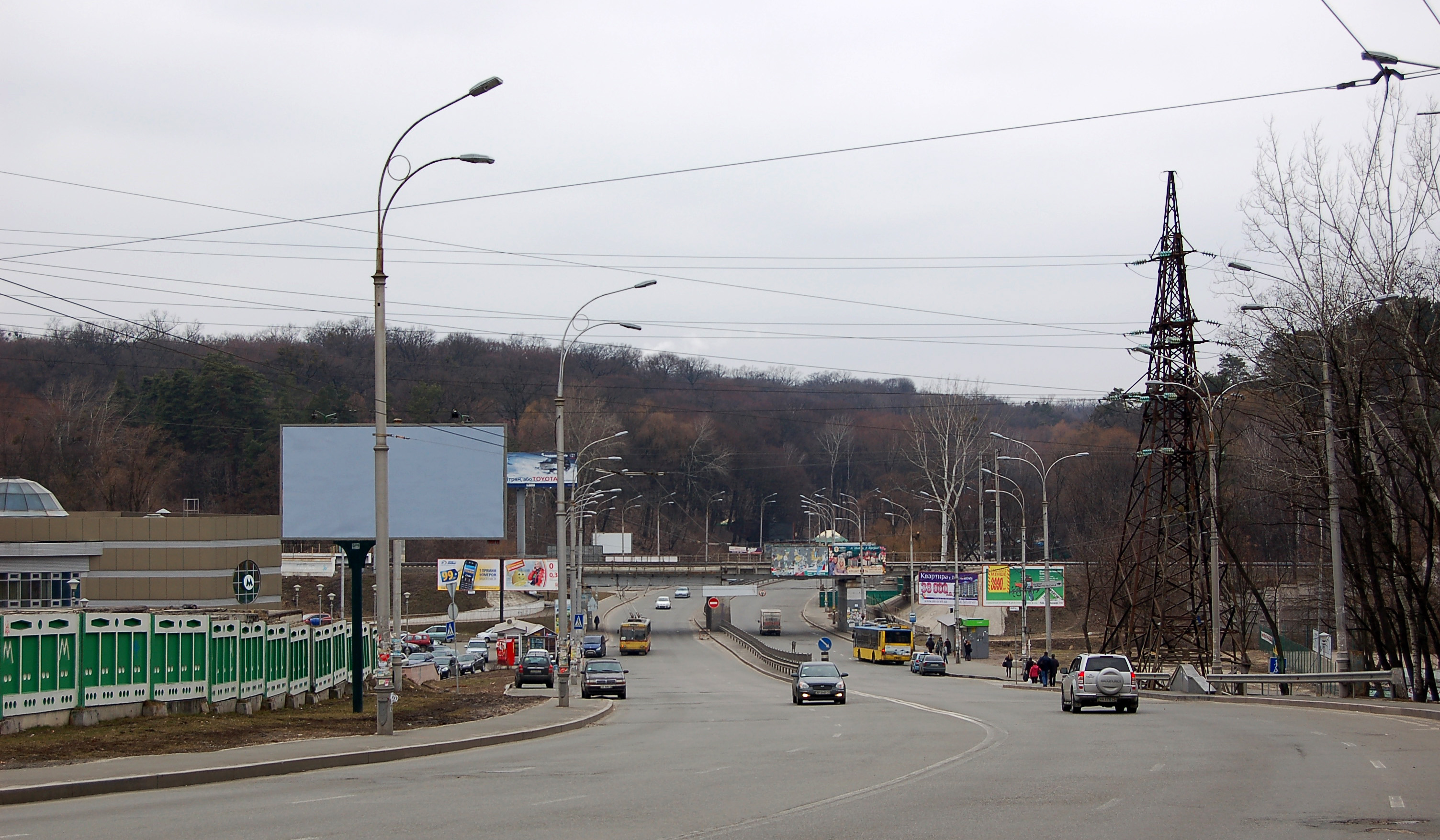
Кінцева частина вулиці
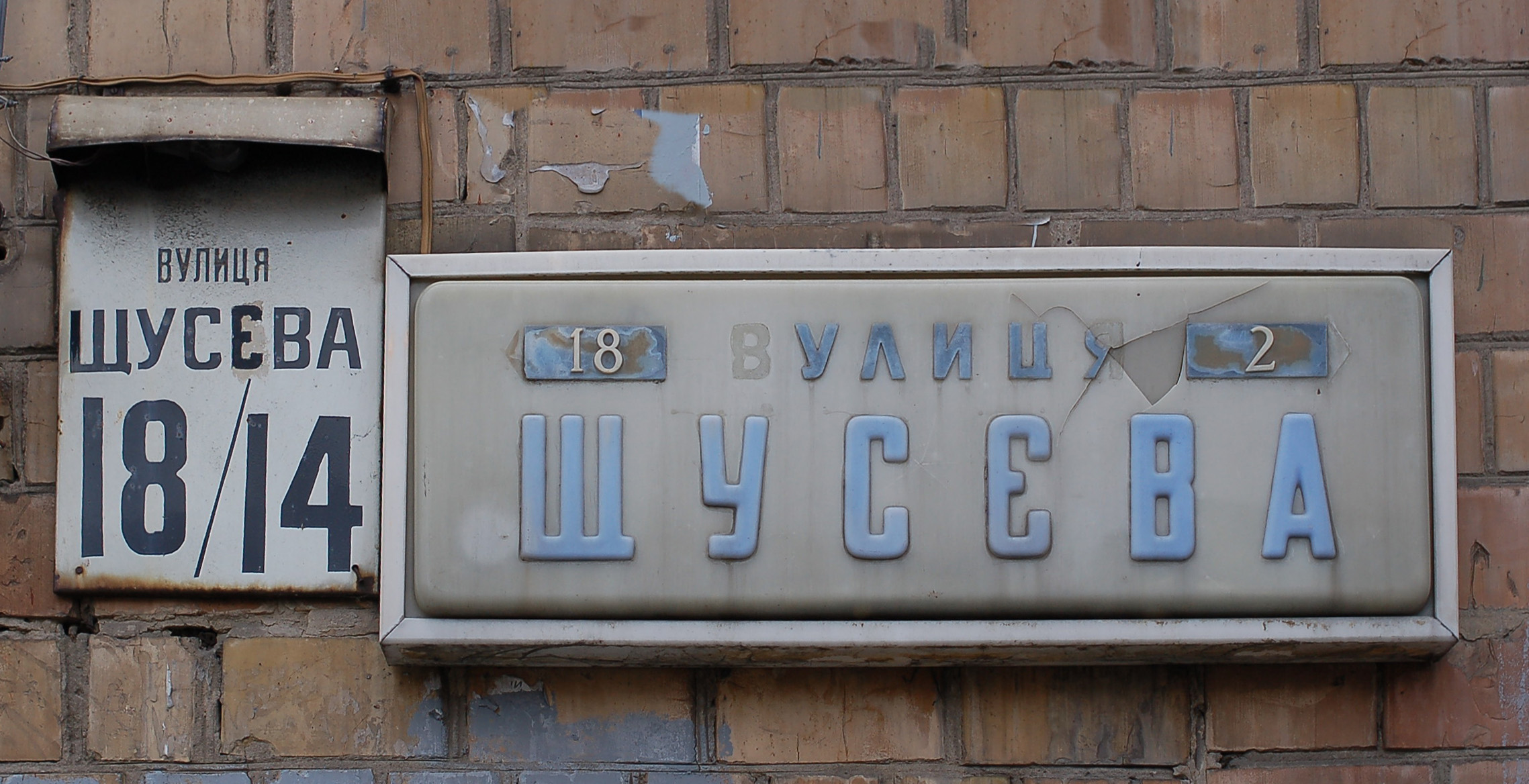
Адресна табличка
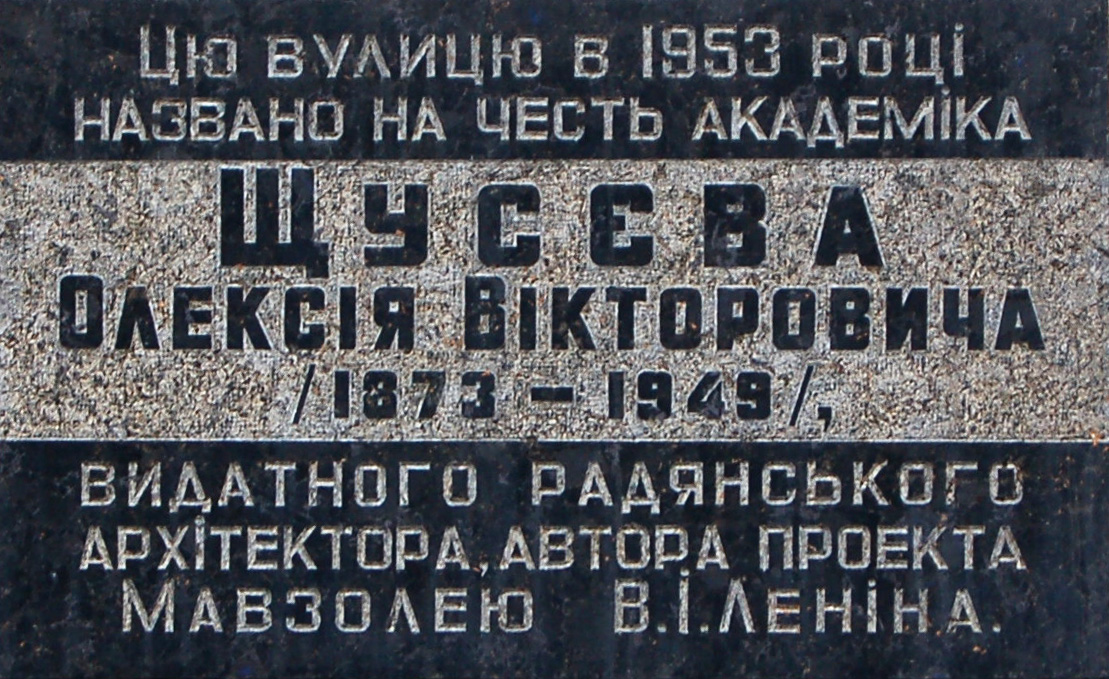
Колишня анотаційна дошка
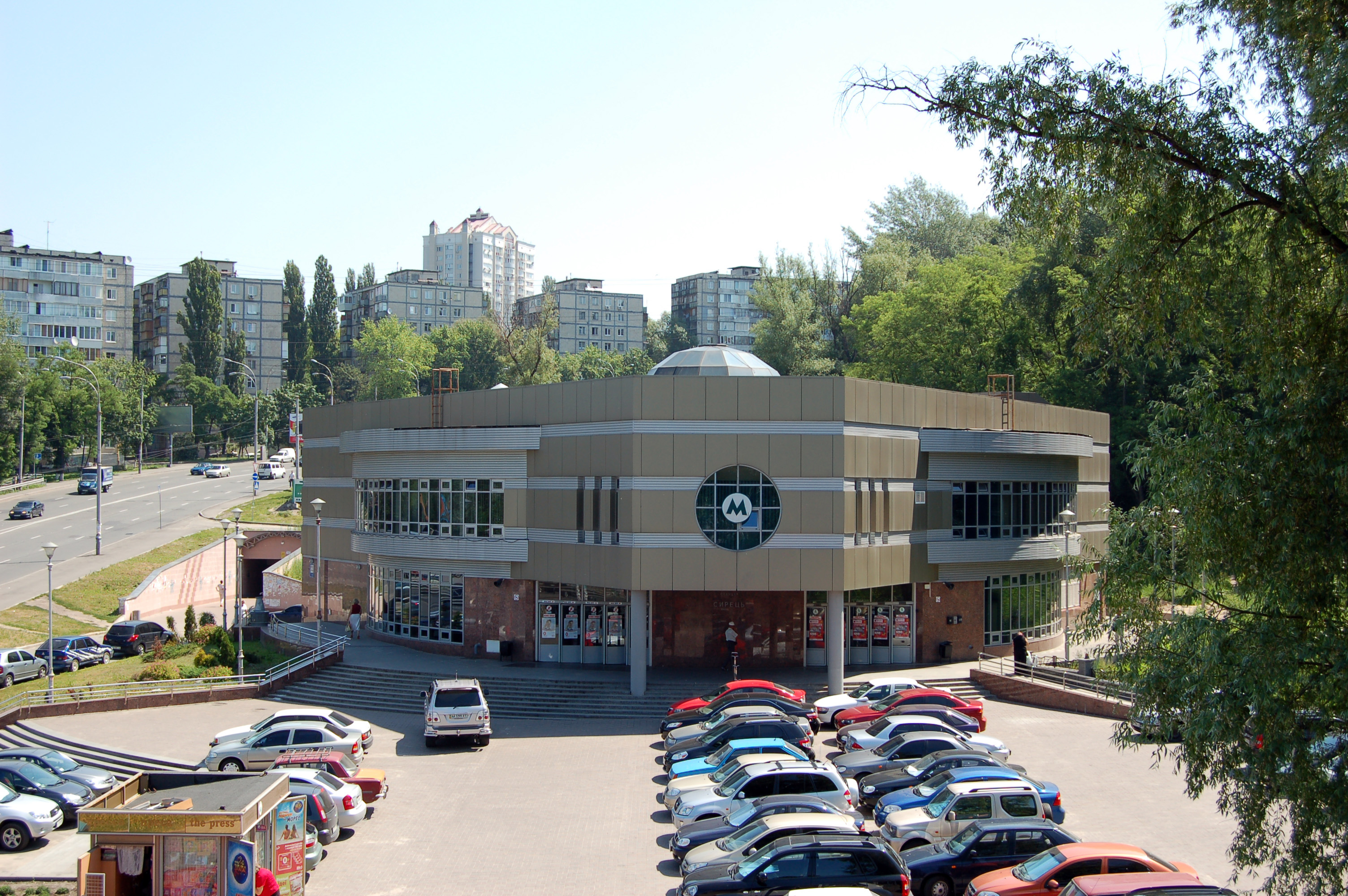
Наземний вестибюль станції метро «Сирець»